# José Macia
José Macia, beter bekend onder zijn spelersnaam Pepe (Santos, 25 februari 1935) is een voormalig Braziliaans voetballer en voetbaltrainer. Hij speelde zijn gehele carrière voor Santos en won vele prijzen met de club, zoals tweemaal de CONMEBOL Libertadores en tweemaal de wereldbeker voor clubteams. Met Brazilië won Pepe tweemaal het wereldkampioenschap voetbal.

## Biografie
Pepe speelde bij Santos aan de zijde van wereldsterren Zito, Pelé, Coutinho en Gilmar. Hij won het Campeonato Paulista maar liefst tien keer en ook vijf keer de landstitel. In 1962 en 1963 won hij met Santos de Copa Libertadores tegen respectievelijk Peñarol en Boca Juniors en diezelfde jaren ook de intercontinentale beker tegen het Benfica Lissabon van Eusebio en AC Milan. Hij beëindigde in 1969 zijn carrière en wordt na Pelé als een van de beste spelers in de geschiedenis van Santos gezien.
Hij speelde ook voor het nationale elftal en zat in de selectie voor het WK 1958 en WK 1962, die beide door Brazilië gewonnen werden, maar kwam hier echter niet aan spelen toe vanwege de zware concurrentie.
Na zijn spelerscarrière werd hij trainer van vele clubs. Met São Paulo werd hij landskampioen, alsook met het Japanse Yomiuri Verdy. Zowel met Santos, São Paulo als Fortaleza kon hij een staatstitel winnen.

## Erelijst
Als speler
 Santos
- Campeonato Paulista: 1955, 1956, 1958, 1960, 1961, 1962, 1964, 1965, 1967, 1968
- Torneio Rio-São Paulo: 1959, 1963, 1964, 1966
- Taça Brasil: 1961, 1962, 1963, 1964, 1965
- Torneio Roberto Gomes Pedrosa: 1968
- CONMEBOL Libertadores: 1962, 1963
- Wereldbeker voor clubteams: 1962, 1963
- Wereld Supercup: 1968

 Brazilië
- FIFA WK: 1958, 1962
- Copa Roca: 1957, 1963
- Taça do Atlântico: 1956, 1960
- Taça Bernardo O'Higgins: 1961
- Taça Oswaldo Cruz: 1961, 1962

Als trainer
 Santos
- Campeonato Paulista: 1973

 Fortaleza
- Campeonato Cearense: 1985

 Inter de Limeira
- Campeonato Paulista: 1986
- Campeonato Brasileiro Série B: 1988

 São Paulo
- Campeonato Brasileiro Série A: 1986

 Yomiuri
- Japan Soccer League: 1991/92

 Atlético Paranaense
- Campeonato Brasileiro Série B: 1995